# 韓忠謨
韓忠謨（1915年7月28日—1993年7月24日），字筱初，生於安徽，籍貫江蘇泰縣。臺灣法學家，曾任教於國立臺灣大學法學院數十年、擔任法學院長，曾任中華民國考試院銓敘部長、在司法院副院長任內進行「審檢分隸」重要改革，也曾任中央研究院。著作有《刑法原理》、《刑法總論》、《法學緒論》等書，並設立韓忠謨法學基金會推廣各類法學活動。

## 生平
- 1934年夏，考入南京国立中央大学法律學系。受課之餘，孜孜於法學暨刑法原理之鑽研寫作，且以為終身志業。
- 1948年赴美國耶魯大學攻讀，1950年獲法學碩士學位。
- 1951年任司法行政部主任秘書。
- 1954年國立臺灣大學延聘為法學院法律學系副教授、教授，繼兼系主任，並歷任訓導長、法學院院長、教務長。任系主任時，廣攬名師、增辟課程、充實圖書設備，使法律系規模完備。
- 1975年9月1日任第五屆銓敘部部長。
- 1977年出任司法院副院長。凡銓審及職系之厘訂，審檢分隸制度之推行，躬親擘劃，奠立法治宏規。
- 1981年應聘為國立臺灣大學名譽教授。
- 1983年中央研究院院長錢思亮以總幹事一席相邀，韓氏謙辭不獲。而中央研究院直隸中華民國總統府，韓氏時任國策顧問多年，視同借調；以代總幹事名義。六月錢院長臥病辭世，暫代院務半年。
- 1990年初，中研院組織法奉核准修正，新置副院長，韓氏膺聘為首任代理副院長。院長吳大猷深為倚重，積極進行組織法修法工作，使其適合社會之需要。組織法修法費時經年，後據之以修訂各研究所組以規程暨相關子法，開展國家學術研究規模。十月，韓氏途中受傷骨折，入院療治，雖告痊癒，但仍自覺體衰而辭職，以讀書自娛。又修定舊著《刑法原理》，重新刊行。
- 1992年十二月二十四日，感不適，入台大醫院治療，腸癌宿疾復發。
- 1993年七月二十四日逝世，終年七十八歲。十月四日，總統明令褒揚。

## 著作
- 《刑法原理》，韓忠謨著，2009年再版。
- 《刑法總論》，韓忠謨著。
- 《法學緒論》，韓忠謨著，1991年。

## 資料來源
1. ↑  .   [2023-07-24]. （原始内容存档于2023-07-24）.
2. ↑  公告臺灣臺北地方法院109年度法登他字第1157號財團法人韓忠謨教授法學基金會變更登記 （页面存档备份，存于）.司法院全球資訊網

| 政府职务                    | 政府职务                                                   | 政府职务                 |
| --------------------------- | ---------------------------------------------------------- | ------------------------ |
| 中華民國考試院              |                                                            |                          |
| 前任： 石 覺 第三、四、五届 | 中華民國考試院銓敘部部長 第五屆 1975年9月1日-1977年4月14日 | 繼任： 鄧傳楷 第五、六屆 |